# Saint-Pierre (stad)
Saint-Pierre is de hoofdplaats van de Franse eilandengroep Saint-Pierre en Miquelon. De stad ligt op het gelijknamige eiland, en is een van de twee bewoonde gebieden van Saint-Pierre en Miquelon. Het uiterlijk van het stadje is een mengeling van Franse en Atlantisch-Canadese invloeden. De stad kent een kleine 6000 inwoners. De bevolking bestaat voornamelijk uit voormalig inwoners van Baskenland, Bretagne en Normandië. De stad wordt bestuurd door een raad met als hoofd de burgemeester (Karine Claireaux).

## Vervoer
Ten zuiden van Saint-Pierre ligt de internationale luchthaven van Saint-Pierre. Air Saint-Pierre vliegt er voornamelijk vanaf Canadese luchthavens. Bovendien wordt er een luchtverbinding onderhouden met Miquelon. In het zuiden van het stadje ligt de aanvoerhaven Barachois.

## Geschiedenis
Saint-Pierre is door zijn ligging een van de oudste vissersdorpen van de nieuwe wereld.
In 1536 landde Jacques Cartier op het eiland.

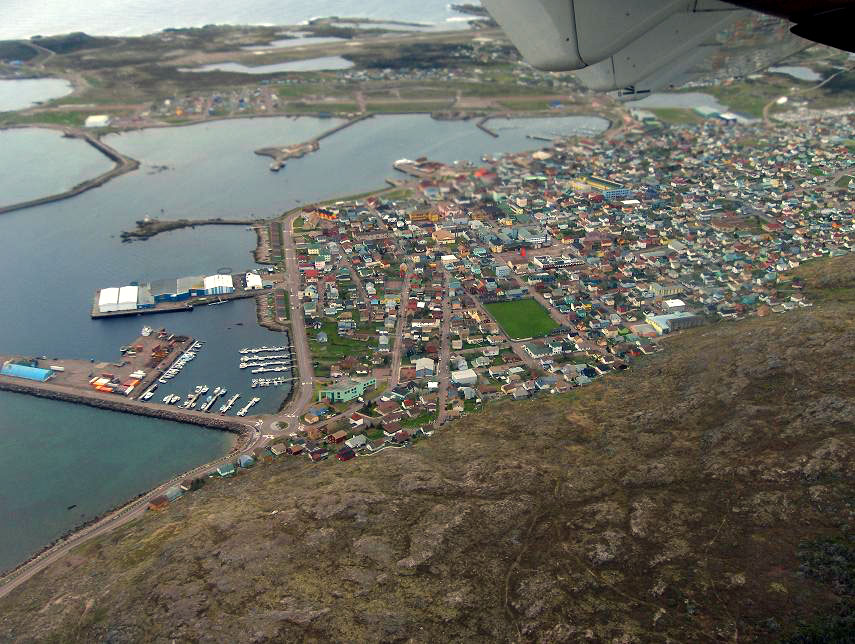
Luchtbeeld van de stad
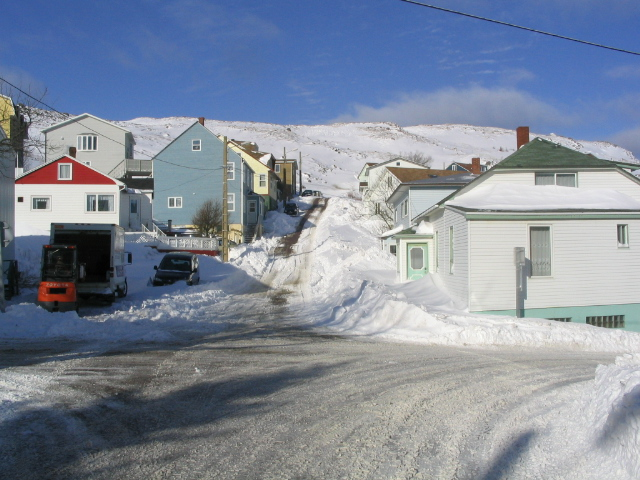
Saint-Pierre in de winter
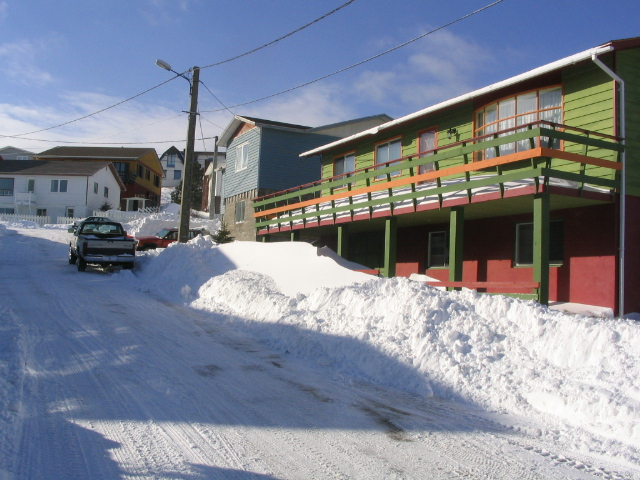
Een dik pak sneeuw in de hoofdstad is in de winter niet uitzonderlijk
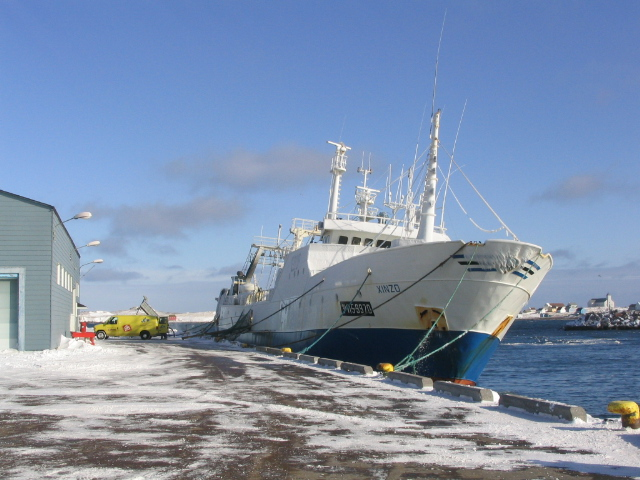
De haven